# 约翰内斯·范德瓦耳斯
约翰内斯·迪德里克·范德瓦耳斯（荷蘭語發音：[joːˈɦɑnəz ˈdidərɪk fɑn dɛr ˈʋaːls] ⓘ，1837年—1923年），荷兰物理学家，曾任阿姆斯特丹大学教授。他因为在气体和液体的状态方程方面所做的贡献而获得了1910年的诺贝尔物理学奖。化学中有以他名字命名的范德瓦耳斯力。

## 早年教育
范德瓦耳斯出生於荷蘭萊頓市，父親名叫雅各布斯·范德瓦耳斯（Jacobus van der Waals），是一名木匠，母親是伊麗莎白‧范登貝赫（Elisabeth van den Berg），兩人育有 10 個孩子，范德瓦耳斯是老大。
在十九世紀，工人階級的孩子通常沒有能力就讀中學並晉升至大學。不過，范德瓦耳斯接受了小學教育，並於十五歲時完成學業。後來，他成為一名小學老師的助教。1856年至1861年間，他跟著老師學習，順利考取教師執照，成為小學老師，並晉升為教務主任。

## 大學教育
范德瓦耳斯在他求學生涯中遇到了一些問題，因為他缺乏當正規學生和考試的古典語言的知識，使他不能進入城裡萊頓的大學成為正式大學學生，然而，萊頓大學有一項規定，提供境外的學生一年至多四堂課程。1862年，他開始參加大學裡的數學、物理和天文學講座。
在1863年，荷蘭政府創立了一所新的中學 (HBS，專為那些上層中產階級的孩子服務)，范德瓦耳斯當時是一所小學的負責人，他希望成為在HBS中教授數學及物理課的教師，他花了兩年的空閒時間為所需要的考試做準備。1865年，他被聘請為HBS在代芬特爾的物理教師，在搬家到代芬特爾之前，9月，他與18歲的安娜·瑪格達蓮娜·斯密特結婚。1866年，他在海牙也獲得這樣的職位，這裏離萊頓很近，范德瓦耳斯可以在萊頓的大學繼續銜接之前所學的課程。
凡事都有湊巧，荷蘭法律規範發生了變化，教育部長改變了高考進入大學的規則，免除了必須研究古典語言的這項規定。范德瓦耳斯也因此通過了資格考試，得到了物理和數學博士學位。 
1873年6月14日在萊頓大學，他根據彼得·赖克（Pieter Rijke）所寫的博士論文《关于气体和液体状态的连续性》（Over de Continuiteit van den Gas en Vloeistoftoestand）通过了答辩。在這篇論文中，他介紹了分子體積和分子吸引力的概念。他提出了同時可解釋氣體態和液體態的"狀態方程式"。他指出，這兩個狀態的混合體不僅以一種連續性的方式合併成彼此，他們實際上還有著同樣的特性。
但范德瓦耳斯的論文成就所得到的認同來得緩慢，主要因為他的研究起初只以荷蘭文發表。詹姆斯·馬克士威在評論范德瓦耳斯發表於《自然》（Nature）雜誌的論文時，很有先見地指出：「毫無疑問地，范德瓦耳斯的的名字很快地會被列在分子科學最前沿中。」；「並且，這將使得不只一位研究者去研究粗淺的荷蘭語─因為這篇論文是以荷蘭文寫的。」
直到 1877 年，范德瓦耳斯的發現在廣泛流傳的德語雜誌《物理學年鑑》（Annalen der Physik）中被做了概述介紹後，物理界才完全明白此研究的創新本質，而激起一陣液體和氣體分子物理的研究熱潮。隨後，在Proceedings of the Royal Netherlands Academy of Sciences及Archives Neerlandaises中，許多和這主題相關的論文都被發表出來了，並且，他們也被翻譯成其它語言。
1877年9月，范德瓦耳斯被任命新成立的阿姆斯特丹大學的物理系第一教授。他有兩個著名的同事─物理化學家雅各布斯·亨里克斯·范托夫（Jacobus Henricus van 't Hoff）和生物學家许霍·德弗里斯（Hugo de Vries）。范托夫是第一屆諾貝爾化學獎得主，而德弗里斯是一位開創性的遺傳學者。這些傑出的學者，最終引領了新大學在荷蘭科學嶄新的黃金年代中脫穎而出。
范德瓦耳斯持續在阿姆斯特丹大學任教，直到他到了退休的年齡，他當時70歲。他的兒子小约翰内斯·迪德里克·范德瓦耳斯（Johannes Diderik van der Waals, Jr.）接替了他爸爸的光輝，他同時也是一個理論物理學家。
可以預期從以前的小學老師，范德瓦耳斯就是一位傑出且令人印象深刻的講師。

## 婚姻與家庭
1865年，范德瓦耳斯娶了安娜·玛赫达莱娜·斯米特（Anna Magdalena Smit），兩人有三個女兒和一個兒子。女兒（Anne Madeleine，Jacqueline Elisabeth（Jacqueline Elisabeth是歷史老師和一位知名的女詩人），Johanna Diderica(Johanna Diderica是一位英語老師)。兒子(Johannes Diderik, Johannes Diderik Jr.)是一名物理學家，於1903年到1908年擔任Groningen大學的物理教授，並繼他的父親之後擔任阿姆斯特丹大學的物理講座教授。Jr.的侄子彼得·范德瓦耳斯是一個櫥櫃製造商，並在格洛斯特郡學院工藝美術系是個領軍人物。
范德瓦耳很重視個人隱私。1881年，他的妻子Anna突然因肺結核病死，年僅34歲，讓他極度震驚與心碎，爾後十幾年沒有發表論文。他在妻子逝世以後，從未再婚，和 4 個小孩過著安靜的生活，女兒們回到家中照看她們的父親。
范德瓦耳斯的主要休閒是在鄉間散步以及閱讀。最後，他於1923年3月8日死於阿姆斯特丹，享年85歲，就在他的女兒Jacqueline去世的一年後。

## 優良事蹟
范德瓦耳斯獲得了無數的榮譽和聲望，並在72歲（1910年）被授予諾貝爾物理學獎 。他被授予劍橋大學的博士學位，被世界榮譽協會的會員譽為莫斯科的博物學家，愛爾蘭皇家科學院和美國哲學學會會員，也是法蘭西學院和柏林皇家科學院的會員，比利時皇家科學院的準會員和外國化學倫敦學會會員，美國的國家科學院，和羅馬的學院代學院。范德瓦耳斯在1875年成為荷蘭皇家藝術與科學學院成員，並從1896年起擔任這個學會的秘書直到1912年。

## 科研工作
范德瓦耳斯的主要興趣在熱力學。他受到魯道夫克勞修斯非常大的影響，1857年他的論文題目為Über die Art der Bewegung，welche wir Wärme nennen 。克勞修斯的工作促使他去尋求解釋托馬斯安德魯實驗，在1869年時他發表了存在臨界溫度的液體理論。他設法將描述的現象和臨界溫度的凝結下一個定論，1873年在他的論文發表中，題目是關於《关于气体和液体状态的连续性》。這是一項在物理學中非常具有標誌性的一篇論文，並立即受到大眾的認可，如同由詹姆斯克拉克麥克斯韋審查它在性質即一種美稱的方式。 
在這篇論文中，他所發表的狀態方程式是出自於他的名字。這項實驗工作做了實際的操作，其中的液體和氣體的物質相融合成一個相互連續的方式。結果表明，這兩個階段是同一性質。范德瓦耳斯在計算他的狀態方程式時，假設不僅存在分子（原子的存在是有爭議的時候），而且他們是有限的規模和相互吸引。由於他是其中的第一個假設的分子間作用力，但起碼，这种力現在有時也被稱為范德瓦耳斯力。 
第二個重大發現在1880年被發表，當時他制定了相應的状态定律。這表明，范德瓦耳斯狀態方程式可以表示為一個簡單的函數的臨界壓力、臨界體積、臨界溫度。這是適用於所有常態物質中（見范德瓦耳斯方程式。）化合物特定常數 A和B的原方程式所取代通用（複合獨立）的數量。正是這種規則，在擔任指導實驗，最終導致了詹姆斯杜瓦於1898年的液化氫，以及Heike Kamerlingh Onnes於1908年的氦氣。 
1890年，范德瓦耳斯發表了論文的理論解二元檔案 Néerlandaises。通過與他的狀態方程與熱力學第二定律，其形式首次提出了威拉德吉布斯，他能夠得出一個圖形表示他的數學公式的形式在表面，他稱之為Ψ（PSI）的表面以下吉布斯，誰使用希臘字母Ψ自由能為一個系統的不同階段的平衡。 
在1893年應該還提到范德瓦耳斯的毛細現象的理論在其基本形式第一次出現。與此相反的力學角度提供關於這一問題的早期由Pierre -西蒙拉普拉斯，范德瓦耳斯的熱力學方法。這是在有爭議的時候，由於存在分子和他們的永久，快速運動並沒有得到普遍接受之前，讓巴蒂斯特Perrin的實驗驗證愛因斯坦的理論解釋布朗運動。

## 貢獻
- 范德瓦耳斯力
- 范德瓦耳斯方程
- 范德瓦耳斯半径
- 范德瓦耳斯常数表